# Валансиен
Валансиѐн (на френски: Valenciennes) е град в Северна Франция, департамент Нор на регион О дьо Франс. Разположен е на река Еско. Населението на града е около 42 700 души, а на градската агломерация – около 400 000 души (2006).

## Спорт
Представителният футболен отбор на града носи името ФК Валансиен.

## Известни личности
Родени във Валансиен
- Филипа д'Авен (1311 – 1369), кралица на Англия
- Балдуин I (1171 – 1205), император на Константинопол
- Жан Фроасар (ок. 1337 - ок. 1405), френски летописец автор на знаменитите „Хроники“ на Стогодишната война между Франция и Англия
- Антоан Вато (1684 – 1721), художник
- Грегоар Делакур (р. 1960), писател
- Изабела от Хенегау (1170 – 1190), кралица
- Йохан II (1248 – 1304), граф
- Ерик Муке (р. 1960), актьор
- Андре Ренар (1911 – 1962), белгийски общественик
- Пиер Ришар (р. 1934), актьор
- Филип I (1175 – 1212), маркграф на Намюр
- Хайнрих VII (1275 – 1313), император на Свещената Римска империя
- Хенрих Фландърски (1174 – 1216), император на Константинопол